# 애버딘 (2000년 영화)
애버딘(Aberdeen)은 스웨덴에서 제작된 한스 페터 몰란트 감독의 2000년 드라마 영화이다. 스텔란 스카스가드 등이 주연으로 출연하였다.

## 출연

### 주연
- 스텔란 스카스가드
- 레나 헤디
- 이안 하트
- 샬롯 램플링